# Hans Hujuff († 1536)

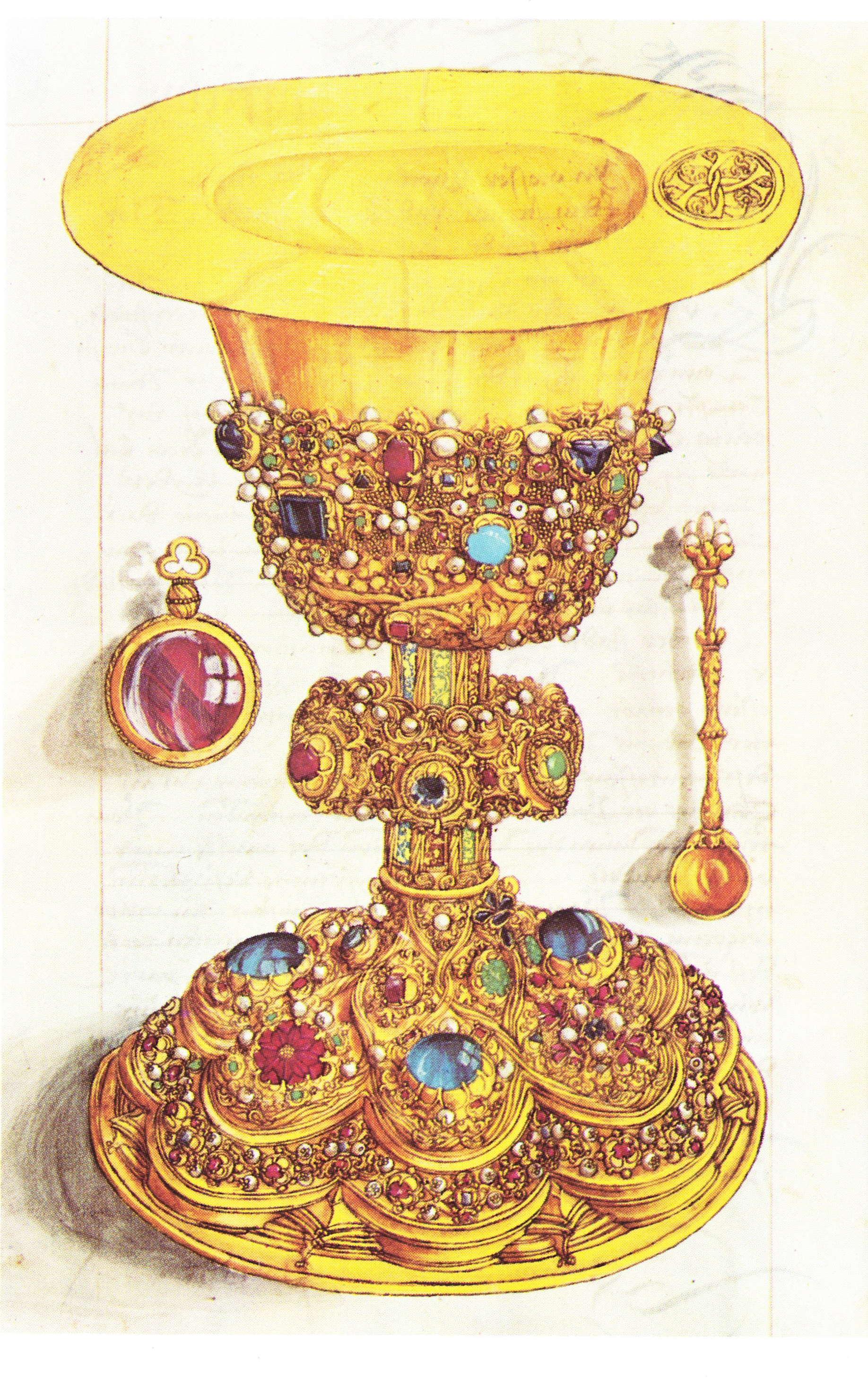
Goldener Kelch, eine Arbeit Hans Hujuffs I. vor 1513, heute in Uppsala (Aschaffenburger Heiltumsbuch)

Hans Hujuff (I.) (* um 1470 in Böhmen; † 1536 in Halle an der Saale) war ein Goldschmied und Buchmaler.

## Leben
Hans Hujuff stammte aus Böhmen. Die Schreibweise seines Nachnamens variiert; die früheste Bezeugung Hans Huiuff findet sich 1496 im Bürgerbuch der Stadt Halle. Zwischen 1492 und 1517 fertigte er als Hofgoldschmied für die Magdeburger Erzbischöfe Ernst II. von Sachsen und Albrecht von Brandenburg Goldschmiedearbeiten an. In seinem eigenhändigen Testament verzeichnete Ernst II. von Sachsen 1505 einige Werke seines Goldschmieds, „Hans Huauff genannt“: ein Bildnis der heiligen Maria Magdalena, 5 Plenarien, 5 silberne Kreuze und ein silberner Reliquiensarg. Dann schweigen die Quellen, bis Albrecht von Brandenburg in einem Brief an Graf Botho von Stolberg vom 6. Februar 1517 seinen Goldschmied „Hansen Hueff“ erwähnte, der den Auftrag für ein Reliquar erhielt.
In Halle durchlief Hans Hujuff die städtische Ämterlaufbahn, wurde 1496 Ratsherr und ist auch als Bornmeister urkundlich bezeugt.

## Werk
Besondere Bedeutung hat Hujuff durch den Umstand, dass er maßstäblich genaue Illustrationen für das von Albrecht beauftragte Aschaffenburger Heiltumsbuch (Liber ostensionis, 1536) anfertigte. Da infolge der Wittenberger Reformation keine Heiltumsschauen mehr stattfanden, diente der kostbare Pergamentband einzig der Privatandacht Albrechts von Brandenburg. Mit seinen Buchmalereien schuf Hujuff eine wichtige Quelle für die Geschichte der Goldschmiedekunst.
Von den Kunstwerken, die Erzbischof Ernst 1505 in seinem Testament nennt und die als Illustrationen 1526 wieder begegnen, hat das an erster Stelle genannte Halbfigur-Reliquar der Maria Magdalena nach Einschätzung von Max Sauerlandt künstlerisch den höchsten Rang. Es war 1505 in Arbeit, wurde 1513 noch zu Lebzeiten des Erzbischofs fertiggestellt und trug sein Wappen.
Erhalten blieb von Hujuffs eigenen Arbeiten ein Objekt, das sich im Victoria and Albert Museum befindet. Ein Kelch Hujuffs, der im Heiltumsbuch dargestellt ist, wurde 1541 dem Magdeburger Dom übergeben, war 1632 im Besitz der schwedischen Königin Christine und wurde von ihr dem Dom zu Uppsala geschenkt, wo er sich seither befindet. Der Vergleich des Originals in Uppsala mit der Darstellung im Heiltumsbuch zeigt die Präzision, mit der Hujuff seine Illustrationen anfertigte.

## Familie
Hans Hujuff (I.) ist der Stammvater der Halleschen Bürgerfamilie Hujuff. Namentlich bekannte Kinder sind:
- Magdalena, verheiratet mit Ludwig Francken.
- Anna, verheiratet mit Nicolaus Dietz zu Merseburg.
- Ottilia, Nonne in St. Georg, Glaucha.
- Barbara, Nonne in St. Georg, Glaucha.
- Andreas (Senior), Bornschreiber zu Halle, erhielt 1530 von Erzbischof Ernst ein Hochzeitsgeschenk. Dessen Sohn Andreas (Junior) war ebenfalls Bornschreiber. Aus seiner Ehe mit Judith 1576 sind mehrere Kinder bekannt.
- Hans (II.) Bürger zu Zürich. Goldschmied;  gehörte 1524/25 dem täuferisch gesinnten Kreis um Konrad Grebel an.
- Blasius.
- Thomas.
- Wolff.